# Jacob Maurer
Johann Jacob Maurer (n. 15 ianuarie 1737, Schaffhausen, Cantonul Schaffhausen, Elveția – d. 31 august 1780, Utrecht, Țările de Jos Habsburgice⁠(d), Țările de Jos) a fost un pictor neerlandez de origine elvețiană.

## Legături externe
- Stadtarchiv Schaffhausen: Johann Jakob Maurer Arhivat în 23 martie 2016, la Wayback Machine.
- www.genealogieonline.nl: Johann Jacob Maurer